# Euhexacentrus annulicornis
Euhexacentrus annulicornis är en insektsart som först beskrevs av Carl Stål 1877.  Euhexacentrus annulicornis ingår i släktet Euhexacentrus och familjen vårtbitare. Inga underarter finns listade i Catalogue of Life.